# 河野一郎 (翻訳家)
河野 一郎（こうの いちろう、1930年1月6日 - 2023年1月6日）は、日本の英文学者、比較文学者、翻訳家。東京外国語大学およびフェリス女学院大学名誉教授。専門は、19・20世紀イギリス小説、児童文学。20代から多くの英米文学を訳し、翻訳学校教師も務めた。

## 人物・来歴
兵庫県芦屋市出身
（大阪府出身とも）。1947年（昭和22年）東京高等師範学校附属中学校、1951年（昭和26年）東京外事専門学校卒業。
1954年（昭和29年）東京外国語大学外国語学部英米語学科卒業 。
1958年に一橋大学講師。
1961年に東京外国語大学講師。
1964年にカリフォルニア大学客員教授。
1970年に東京外国語大学教授を経てフェリス女学院大学教授。
フェリス女学院大学教授、東京外国語大学教授をつとめる。
1964年（昭和39年）から1965年（昭和40年）、アメリカ・カリフォルニア大学サンディエゴ校客員教授。
1981年（昭和56年）、「ごみすて場の原始人」で旺文社児童文学翻訳賞。
横浜市栄区に在住していた。2023年1月6日、老衰のため死去。93歳没。

## 著書
- 『翻訳上達法』（講談社現代新書） 1975
- 『翻訳教室』（講談社現代新書） 1982
- 『ねずたんとねこたん』（佐々木マキ絵、講談社） 1986
- 『どうぶつなぜなぜばなし ぞうのはなはなぜながいなど3話』（村上勉ほか絵、講談社のおはなし絵本館） 1990.7
- 『英語の歌』（岩波ジュニア新書) 1991.2
- 『英語の詩』（岩波ジュニア新書) 1992.11
- 『翻訳のおきて』（DHC） 1999.3
- 『誤訳をしないための翻訳英和辞典』（DHC） 2002、増訂版2017

日本語版監修
- 『オックスフォード世界英語文学大事典』ジェニー・ストリンガー編（DHC）2000.9

浦谷計子,加藤俶子,工藤惺文,浜田陽子,梶山あゆみ,木村ふみえ,近藤三峰,広瀬美智子訳

### 翻訳
- サマセット・モーム『アシェンデン モーム短篇集』（全集17・新潮社）1955、のち新潮文庫（2分冊)
  - 新版『アシェンデン 英国秘密情報部員の手記』(ちくま文庫) 1994
- トルーマン・カポーティ『遠い声 遠い部屋』（新潮社）1955、のち文庫（改版）
- トルーマン・カポーティ『夜の樹 / ミリアム』（斎藤数衛共訳、南雲堂） 1957、新版1986
- トーマス・ハーディ『ハーディ短篇集』新潮文庫 1957、のち改版
  - 新版『呪われた腕―ハーディ傑作選』村上柴田翻訳堂・新潮文庫 2016
- ジャック・アイアムズ『のぞかれた窓』東京創元社（クライム・クラブ）1959
- サマセット・モーム『太平洋 モーム短篇集』（新潮文庫) 1960、のち改版、他に「全集15」新潮社
- アガサ・クリスティ『アクロイド殺害事件』（世界推理名作全集6 中央公論社） 1960、のち嶋中文庫
- ダシール・ハメット『血の収穫』（世界推理名作全集10 中央公論社）1960、のち文庫、嶋中文庫
- ドロシー・L・セイヤーズ『疑惑 アリババの呪文』短編（世界推理名作全集8 中央公論社）1960、のち嶋中文庫、グーテンベルク21
- ロレンス・ダレル『黒い本』（中央公論社）1961、のち中公文庫（改版）
- エミリー・ブロンテ『嵐が丘』（中央公論社、世界の文学）1963、のち文庫
- シャーロット・ブロンテ『ジェイン・エア』（中央公論社、世界の文学 新集）1968
- トマス・ハーディ『テス / アリシアの日記 / 呪われた腕 / 妻ゆえに　世界文学全集』（河出書房新社） 1968
- ヘンリー・ミラー『ネクサス』（集英社、世界文学全集） 1965、のち新版。他に「読書の自由の擁護」
- ジョン・アップダイク『農場』（河出書房新社） 1969、新版1977
- アラン・シリトー『長距離走者の孤独』 丸谷才一共訳（集英社） 1969、のち新潮文庫（改版）、集英社文庫
- アラン・シリトー『屑屋の娘』橋口稔共訳（集英社） 1969、のち文庫
- ヘンリー・ミラー『南回帰線』（講談社） 1970、のち講談社文庫、講談社文芸文庫
- ヘンリー・ミラー『わが生涯の日々』（講談社） 1971
- テネシー・ウィリアムズ『呪い』（志村正雄共訳、白水社） 1972、のち白水Uブックス
- カーソン・マッカラーズ『心は孤独な狩人』（新潮文庫） 1972、のちグーテンベルク21
- エドガー・アラン・ポー『ポオ小説全集』（創元推理文庫 全4巻） 1974。訳者の一人、元は「全集」東京創元社
- カール・サンドバーグ『サンドバーグ詩集』（安藤一郎共訳、新潮文庫） 1974
- アラン・シリトー『華麗なる門出』（集英社） 1974
  - 『世界の文学19　シリトー』（集英社）1976。他は「長距離走者」
- ジョン・ブレイン『朝までいっしょに』（集英社） 1977
- ウォルター・デ・ラ・メア『魔法のジャケット』（旺文社ジュニア図書館） 1977
- テッド・ヒューズ『クジラがクジラになったわけ』（篠原勝之絵、旺文社ジュニア図書館） 1979、岩波少年文庫 2001
- クライヴ・キング『ごみすて場の原始人』（スズキコージ画、旺文社創作児童文学） 1980
- キング『南へ行った町』（藤原邦久絵、旺文社創作児童文学） 1982
- アラン・シリトー『悪魔の暦』（集英社）1983
- ヘレン・ピアス、マイケル・フォアマン絵『ニョロロンとガラゴロン』（講談社の翻訳絵本） 1984
- D・H・ロレンス『ロレンス短篇集』（編訳、岩波文庫） 1986.1
- ジョン・ゴールズワージー『りんごの木 / 人生の小春日和』（岩波文庫） 1986.12
- スーザン・ヒル『黒衣の女』（ハヤカワ文庫） 1987、のち改版
- ライマン・フランク・ボーム、牧野鈴子絵『オズのまほうつかい』各（講談社のおはなし童話館15） 1991.8   
  - ヒュー・ロフティング、村上勉絵『ドリトル先生ものがたり』
- 『イギリス民話集』（編訳、岩波文庫） 1991.10
- 『カポーティ短篇集』（編訳、ちくま文庫） 1997.2
- ウィリアム・ハドソン『緑の館 熱帯林のロマンス』（ちくま文庫） 1997.12
- 『対訳 英米童謡集』（編訳、岩波文庫） 1998.8
- ホリー・ケラー『ファルファリーナとマルセル』（岩波書店 大型絵本） 2006